# Etrigan el Demonio
Etrigan el Demonio es un ficticio superhéroe y antihéroe que aparece en los cómics publicados por DC Comics. Creado por Jack Kirby, Etrigan es un demonio del infierno que, a pesar de sus tendencias violentas, generalmente se encuentra aliado con las fuerzas del bien, principalmente debido a la alianza entre los personajes heroicos del Universo DC y Jason Blood, un humano a quien Etrigan esta atado.[1] Etrigan es una criatura humanoide, musculosa con piel naranja o amarilla, cuernos, ojos rojos y orejas puntiagudas y palmeadas. El personaje era originalmente de Gotham City, lo que le llevó a colaborar en numerosas ocasiones con Batman.

## Historial de publicaciones
Etrigan el Demonio apareció por primera vez en The Demon # 1 (agosto de 1972) y fue creado por Jack Kirby. Creó al Demonio cuando sus títulos del Cuarto Mundo fueron cancelados. Según Mark Evanier, Kirby no tenía ningún interés en los cómics de terror, pero creó Etrigan en respuesta a una demanda de DC de un personaje de terror. Kirby estaba molesto porque el primer número se vendió tan bien que DC le pidió que hiciera dieciséis números y abandonara los títulos del Cuarto Mundo antes de terminar con ellos.
Etrigan regresó para una miniserie de cuatro números en 1987, escrita e ilustrada por el creador de Grendel Matt Wagner. Alan Grant siguió esto con un artículo de Etrigan en  Action Comics Weekly # 636-641 y un segundo título en curso en 1990. La serie de 1990 duró 58 números, dos anuales y un número 0. Garth Ennis se hizo cargo del título a partir del número 40. La carrera de Ennis incluyó la primera aparición de su personaje, Hitman. Esta serie fue seguida por una miniserie, Driven Out. Después de esto, Blood of the Demon de John Byrne duró 17 números e ignoró gran parte de la continuidad (es decir, Harry Matthews es humano, y no una almohada con rasgos faciales humanos) que tuvo lugar después de la carrera inicial de Kirby.
Si bien su primera serie mensual de cómics fue de corta duración, y la segunda fue cancelada después de cinco años, Etrigan sigue siendo un personaje secundario popular con miniseries adicionales ocasionales. Popular serie en la que ha aparecido Etrigan incluyen The Sandman de Neil Gaiman, Swamp Thing de Alan Moore, Green Arrow y Batman: The Widening Gyre de Kevin Smith, Hitman de Garth Ennis y Cosmic Odyssey por Jim Starlin y Mike Mignola.

### The New 52
En septiembre de 2011, The New 52 reinició la continuidad de DC. En esta nueva línea de tiempo, DC Comics lanzó una nueva serie con Etrigan titulada Demon Knights, con el número 1 el 14 de septiembre de 2011. Fue escrita por Paul Cornell y dibujada por Diógenes Neves.

## Historia

### Pre/PostCrisis
Etrigan, hijo del demonio Belial, es convocado por el mago Merlín, su medio hermano. Incapaz de obtener los secretos de la criatura, une al demonio con Jason Blood, un caballero en el Camelot del Rey Arturo. Esto hace que Jason sea inmortal, lo que alternativamente considera una penitencia o una maldición.
En los tiempos modernos, Jason Blood resurge como un destacado demonólogo en Gotham City. Jason es llamado a la cripta de Merlín y descubre un poema que lo convierte en Etrigan. Desafortunadamente, lo sigue la longeva Morgana le Fey, que ansía los secretos de Merlín. Eso conduce a la primera gran batalla de Etrigan. A lo largo de los años, Etrigan choca y ocasionalmente ayuda a los héroes de la Tierra, guiado por sus propios caprichos y los intentos de Jason de hacer un buen uso de su poder infernal.
Algún tiempo después de su primera aparición, Etrigan comienza a hablar en rima debido a una promoción en el Infierno, aunque no se limita a la rima. Lidera las fuerzas del infierno en la gran batalla contra la Gran Bestia Malvada y está en breve contacto con la entidad en sus preguntas sobre su naturaleza - apenas sobrevive al intento. Su alto rango también lo vería guiar al Sueño sin fin desde las puertas del infierno hasta Lucifer.
Algún tiempo después de esto, Jason Blood y Glenda Mark intentan separar a Blood y Etrigan, un evento que lleva a que el aliado de Blood, Harry Matthews, sea devorado y luego convertido en una almohada por Belial. Al final de estos eventos, Etrigan y Blood se separan. Ambos comenzaron a envejecer y durante el evento conocido como Cosmic Odyssey, Blood y Etrigan se fusionaron una vez más.
Después del resurgimiento, la relación entre Blood y Etrigan se vuelve aún más polémica. Atraído al infierno por el archidemonio Asteroth, Etrigan detiene el intento de Asteroth de sacrificar a Glenda Mark, Randu Singh, Merlín y el mismo Blood (en el infierno, Blood y Etrigan estaban, en ese momento, separados). Etrigan siguió estos eventos derrocando al triunvirato de líderes en el infierno (Lucifer, Belial y Beezlebub) y tomando el símbolo de la autoridad en el infierno, la Corona de Cuernos, para sí mismo. Separado de Blood a través del poder de la Corona y a punto de destruirlo, Merlín le recordó a Blood su propio poder. Jason Blood pronunció el encantamiento y resurgió con Etrigan y fueron atraídos de regreso a la Tierra. Allí, luchó contra Lobo, Klarion el Niño Brujo y su pandilla y fue atraído al Reino del Más Allá, donde conoció a la Cosa-Que-No-Puede-Morir y se reunió con su hermano mayor, Lord Scapegoat.
Tras escapar del Reino del Más Allá, Etrigan y Blood acordaron trabajar juntos y se unieron a Batman y Robin contra el Aullador. Poco después, Etrigan fue elegido como candidato político a la presidencia de los Estados Unidos y estuvo a punto de conseguir la nominación republicana de George H. W. Bush. Durante su carrera política, intentó obtener el respaldo de Superman, pero se lo negó.
Cuando nació la hija de Jason Blood, decidió destruir a Etrigan y contrató al sicario metahumano Tommy Monaghan para que lo ayudara. Después de una batalla contra Merlín y Etrigan, los dos rescataron al bebé y Blood pudo robar el corazón del Demonio, esencialmente neutralizando al demonio y atándolo a la voluntad de Jason. Sin embargo, al final de la batalla para ganar el corazón del Demonio, Jason Blood dejó a la niña, Kathryn Mark, con su madre, Glenda Mark. Jason le dijo a Glenda antes de irse: "Cuida de nuestra hija, Glenda. Creo que sería mejor que nunca supiera lo de su padre". Blood luego se saltó el pago a Monaghan de los $ 2,000,000 que le había prometido. Etrigran se volvió apático y dejó de rimar. Sin embargo, cuando Monaghan necesitaba una ventaja contra el demonio Mawzir, engañó a Blood para que regresara a Gotham y usara a Etrigan para recuperar el As de Winchesters, un rifle anti-demonio, del Infierno, todo mientras se preparaba para obligar al demonólogo a dejar que el monstruo se acercara a la Tierra de nuevo. A pesar del riesgo real de que Etrigan mataría a él en venganza, Monahgan negocia a Etrigan su corazón por el as de Winchester, una vez más, forzando a la sangre para tener todo el peso de su fusión y volviendo Etrigan a su fuerza completa (aunque Etrigan no cumplió con el acuerdo y intentó matar a Monaghan de todos modos).
A pesar de las propias dudas de Blood sobre sí mismo, cuando la Liga de la Justicia desapareció durante su intento de rescatar a Aquaman del pasado, el programa de emergencia de Batman, diseñado para armar una Liga de la Justicia sustituta en el caso de que los originales fueran asesinados, seleccionó a Blood como el equipo. experto en magia, un mensaje pregrabado que Batman le había dejado a Blood asegurándole al hechicero que no le daría a Etrigan las llaves de la Watchtower a menos que estuviera seguro de que podía ser controlado. Mientras trabajaba con el equipo, Jason pasó algún tiempo reforzando las defensas mágicas de la Watchtower. Durante la pelea posterior con Gamemnae, Jason se sacrificó para liberar a Zatanna de su control, aunque más tarde escapó del hechizo del atolladero de Gamemnae gracias a que Detective Marciano provocó telepáticamente su transformación en Etrigan. La crisis se resolvió, Jason entregó sus deberes como experto en magia de la Liga a Manitou Raven, recién llegado al presente, antes de partir.
La serie Blood of the Demon, trazada y dibujada por John Byrne y con guion de Will Pfeifer, comenzó en mayo de 2005. Etrigan aparentemente pierde las restricciones impuestas sobre él por el mago Merlín que lo apartó del mal, causado por su "asesinato" en el momento exacto en que se estaba transformando de su yo humano, Jason Blood, en su yo demoníaco. Resulta que el incidente ha hecho que Jason Blood pueda ejercer algo de voluntad sobre la naturaleza violenta de Etrigan, mientras que anteriormente los dos permanecían separados, solo uno existía a la vez. Blood of the Demon terminó con el número 17 en julio de 2006.
Más tarde, Etrigan intenta usar el Tridente de Lucifer para tomar el control del Infierno. Un equipo improvisado de Shadowpact le arrebata con éxito el Tridente y huye al sobrenatural Oblivion Bar. Etrigan sigue y lucha contra el equipo dentro del bar. Se convierte en piedra a través de pistolas mágicas y se usa como perchero. La magia de las pistolas devolvería a Etrigan a la normalidad al amanecer, lo que nunca sucede dentro del bar.
Etrigan participa en la guerra por el control del infierno en nombre de Neron, luchando contra Blue Devil. Más tarde, debido a los efectos de una droga mágica con la que Satanus había infestado el Infierno, se transformó en un humano físico sin alma, un duplicado perfecto de Jason Blood. Blood, mientras tanto, ha tomado medidas para interferir con cualquier posible intento de Etrigan de fusionarse.
Durante el evento Blackest Night, el cuerpo de Blood es poseído por Deadman, quien invoca la transformación de Etrigan, usando sus llamas para contener a los Black Lanterns.
Etrigan aparece brevemente en el preludio del crossover JLA/JSA durante el evento Brightest Day. Etrigan viaja a Alemania para encontrar un meteorito estrellado que contiene una Jade inconsciente y se ve envuelto en un enfrentamiento con la Liga de la Justicia después de atacar a un escuadrón de superhéroes alemanes. Se burla de la Liga afirmando que son un equipo inferior de sustitutos, pero finalmente es derrotado cuando Donna Troy usa su Lazo de persuasión para obligarlo a volver a su forma Jason Blood. Jason se disculpa por los problemas que causó y se aparta de la escena, no sin antes advertir a Batman y sus compañeros de equipo que el meteorito posee cualidades sobrenaturales. Más tarde se revela que el meteorito es Starheart, una entidad legendaria que tiene el poder de poseer metahumanos con habilidades mágicas o elementales.
Se muestra a Etrigan ayudando a la JLA durante su misión al infierno, donde ayuda a Hawkman a derrotar a una bestia demoníaca. También fue el guía de los Seis Secretos en su viaje al Infierno y llevó a Catman a ver el destino de su padre, todo el tiempo divertido por la confusión y el dolor que estaban sufriendo como resultado de su visita.

### The New 52
En The New 52, el reinicio de 2011 del universo de DC Comics, su pasado y sus orígenes han cambiado en gran medida. Antes de la Edad Media, Etrigan era un demonio que rima (aún no es bueno rimando) al servicio de Lucifer y después de demasiadas indignidades, lideró una rebelión. Lucifer esperó hasta el último momento antes de entregárselo a Merlín: los dos habían llegado a un acuerdo. Jason de Norwich había sido enviado a Camelot como escriba de Merlín y estaba cada vez más frustrado con la vida, creyendo que estaba destinado a cosas más grandes y sufría de rabia. Una profecía mostró que si Jason no tenía algún tipo de búsqueda para obligarlo a curarse a sí mismo, su rabia crecería y haría que matara a su amor, Madame Xanadu; en la Caída de Camelot, Merlín unió a Etrigan con Jason en un intento de proporcionar esta misión.
Ahora inmortal, Jason y Etrigan llegaron a un acuerdo y compartieron su existencia. Madame Xanadu comenzó a viajar con Jason, solo para descubrir que Etrigan ahora también había comenzado a enamorarse de ella y mataría a inocentes si pensara que ella y Jason eran felices juntos. Para aplacar al demonio, ella fingió estar enamorada de él y puso los cuernos a Jason.
A lo largo de los siglos, Jason se hizo conocido como Jason o 'the Blood y Etrigan continuó practicando sus rimas. En la Edad Media, él y Etrigan se convirtieron en el centro de un equipo de aventureros, los "Demon Knights": Jason / Etrigan, Xanadu, Vándalo Salvaje, Shining Knight, la amazona, el inventor sarraceno Al Jabr (Los números en árabe) y el Amazonas Exoristos (El exilio en griego). Primero pelearon contra Mordru y el ejército de Questing Queen se paralizó antes de que la ciudad de Alba Sarum le encargara que Merlín volviera a la vida en Avalon (tanto Jason como Etrigan estaban enfurecidos por haber perdido la oportunidad de conseguir que los separara). Etrigan conspiró para traicionar las almas de sus compañeros de equipo y de Avalon a Lucifer, para ganarse su favor. Si bien manipuló con éxito a los Caballeros para que dejaran que el Infierno invadiera Avalon (y en secreto se sintió culpable por su trato a Xanadu), él mismo fue capturado y utilizado por la Reina Questing para obtener acceso también. Lucifer creyó que Etrigan lo había hecho deliberadamente y lo condenó; indignado, el demonio se negó a servir a nadie de nuevo. Al final de la batalla, Jason recibió la tarea de ser miembro de Stormwatch de Avalon, pero ni él ni Xanadu querían servir a Merlín después de que Etrigan los obligara de nuevo. Jason juró no dejar salir al demonio tan a menudo.
En el presente, el cuerpo de Etrigan yace enterrado en Londres; se explica que fue sellado allí por sus propios amigos debido a su traición hacia ellos, pero la magia que emana de ella es capaz de poseer a las personas de arriba, liberando finalmente al demonio, que rápidamente ataca a Midnighter y Apolo. Todo el Stormwatch luego lucha contra Etrigan, pero incluso después de ser derrotado, es capaz de poseer un anfitrión y huye.
Durante la historia de "Trinity War", Etrigan el Demonio se encuentra entre los superhéroes que sienten la perturbación en el plano mágico cuando Shazam recoge la Caja de Pandora. En la línea de tiempo de The New 52: Futures End, Zatanna tiene una relación sentimental con Etrigan.

## Poderes y habilidades

### Etrigan
Incluso entre los demonios, Etrigan se considera extremadamente poderoso. Tiene una fuerza sobrehumana (mejorada místicamente) en la medida en que puede oponerse a otras potencias como Superman, Mujer Maravilla y Lobo. Tiene un alto grado de resistencia a las lesiones y puede proyectar un fuego del infierno desde su cuerpo; por lo general de su boca. Él tiene un alto dominio de la magia. Otros poderes incluyen colmillos y garras místicamente mejorados, sentidos mejorados, supervelocidad, agilidad, telepatía, explosiones de energía y precognición. Su sadomasoquista, la naturaleza le permite disfrutar del dolor como si fuera placer, haciéndolo generalmente intrépido ante el combate y la tortura. Su factor de curación puede manejar una cantidad increíble de daño, lo que le permite recuperarse de las heridas que han eliminado grandes secciones de su cuerpo. También tiene pirocinesis y criocinesis que le permiten manipular el fuego y el hielo.
Como se ve en Batman: The Brave and the Bold, parece que también tiene algo de poder de manipulación de la materia a nivel molecular. Sus poderes pueden ser extendidos por otros dispositivos mágicos, como la Corona de Cuernos. A Etrigan también se le proporciona información sobre aspectos religiosos y otros conocimientos prohibidos o secretos.

### Jason Blood
Jason Blood es un combatiente muy hábil de mano a mano. Sus habilidades incluyen el dominio de la esgrima. Jason también es un adepto a la magia, y a menudo se le pide que actúe como asesor o investigador en asuntos ocultos (como en la serie Arkham Asylum: Living Hell). También tiene limitada precognición y telepatía. Jason es técnicamente inmortal ya que está conectado con el demonio Etrigan. Él también tiene las experiencias combinadas de todo el tiempo desde que fue vinculado al demonio. Jason Blood comparte todas las debilidades de Etrigan.

### Limitaciones
Etrigan tiene todas las limitaciones generalmente asociadas con un demonio, incluida una debilidad hacia los poderes sagrados y el hierro. Además, cuando Green Arrow una vez disparó una "flecha de extintor de incendios" en su boca, Batman le dijo a Etrigan que la única forma de detener el dolor era volver a Jason Blood.
Su dominio de la magia es fuerte, pero se considera menos que su padre, Belial, y su medio hermano, Merlín el Mago. Además, Belial otorgó el "poder de Etrigan" tanto a Merlín como a otro hijo, Lord Scapegoat.
También está indefenso contra aquellos con poderes mágicos lo suficientemente fuertes como para controlarlo, como Morgaine le Fey.

## Otras versiones
- En Justice League Europe Annual # 2, un Dimitri Pushkin perdido en el tiempo termina en la corte de Camelot. Se convierte en el favorito del Rey Arturo, en parte debido a las capacidades futuristas de su armadura. Lleno de celos, Merlín convoca a Etrigan, quien mata a Dimitri con fuego del infierno. Este pasado alternativo es neutralizado por los esfuerzos de Waverider.
- En el one-shot de Speed Demon, el segundo Speed Demon (Blaze Allen) es una fusión del segundo Flash, el segundo Ghost Rider y Etrigan (Speed Demon incluso se refiere a sí mismo como Etrigan). La forma en que Etrigan empodera a Speed Demon recuerda a Zarathos de Marvel Comics, un demonio que estaba unido a Ghost Rider de manera similar.
- En Batman / Demon: A Tragedy, Etrigan ha estado unido a Bruce Wayne durante mil años, con Alfred Pennyworth como la identidad encubierta adoptada por Merlín como parte de su expiación por convocar a Etrigan hace tantos siglos. Mantenido contenido por la virtud de Bruce Wayne, Etrigan solo ataca a los criminales cuando es liberado, pero esto depende de la ignorancia de Bruce sobre su condición, con Alfred / Merlin constantemente relanzando los hechizos relevantes para disfrazar a Bruce como su propio descendiente y borrando sus recuerdos de su verdadera existencia para contener a Etrigan.
- Etrigan apareció en la historia de Superman y Batman vs. Vampires and Werewolves, ayudando a Batman y Superman.
- En Tangent: Superman's Reign # 3, se revela que el Etrigan de Tierra-9 es un nigromante humano, parte del grupo del Círculo Oscuro.
- Un boceto de una versión alternativa de Etrigan llamada "Superdemon" apareció en Final Crisis: Secret Files # 1. Descrito como un habitante de la Tierra-17, Etrigan fue enviado a la Tierra por Merlín desde el condenado Kamelot, donde entró en el cuerpo de Jason Blood, hijo de un predicador de Kansas. Con el tiempo, Jason aprendió a controlar los poderes del demonio y ahora los usa para proteger el mundo.
- En el universo Flashpoint, Etrigan y los héroes huyen de las Amazonas, hasta que Canterbury Cricket rescata a Etrigan. Luego, los héroes se esconden en los arbustos y aprenden los orígenes de Canterbury Cricket, hasta que las Amazonas rompen su escondite.[45] Durante este mismo período, Etrigan se une a la Resistencia de Grifter.[46] Después de una emboscada de las Furias, se ve a Etrigan comiéndose al miembro de las Furias, Cheetah. Mientras la Resistencia se dirige a Westminster, la miembro de la Resistencia, la señorita Hyde, los traiciona y contacta a las Furias. Etrigan recibió un disparo con flechas mágicas.[47] Sin embargo, Miss Hyde recupera el control del cuerpo y lucha contra las Amazonas, lo que permite que Etrigan y la Resistencia tomen ventaja.[48]
- Kamandi y el demonio aparecen en "Devil's Play" (2013) escrito por Joe Kubert y Brandon Vietti, arte de Vietti, publicado en Joe Kubert Presents # 6.
- Etrigan debuta en el cuarto capítulo del Año Tres, la precuela de la serie cómica Injustice: Dioses entre nosotros. Se da cuenta de que Jason Blood ha muerto cuando siente agonía y luego reaparece para atacar a Superman en el Salón de la Justicia. Después de acercarse lo suficiente al corrupto Hombre de Acero, revela que ha hecho un trato con Batman en el que se convierte en el nuevo anfitrión de Etrigan. El Caballero de la Noche pone a Superman en un coma encantado.
- Etrigan aparece en Batman: Damned. Aquí, Etrigan es representado como un artista de rap clandestino que se transforma en una apariencia más demoníaca mientras canta una canción basada en su rima. Etrigan también parece odiar a Batman. Batman va a interrogarlo para obtener información sobre la muerte del Joker. Etrigan se niega a decirle nada a Batman y pone a la multitud en su contra. A medida que la situación se agrava, el edificio se incendia. Etrigan finalmente rescata a Batman del fuego, aunque le dice a John Constantine que solo lo está haciendo para que Batman experimente más sufrimiento.[49]

## En otros medios

### Televisión
- Etrigan hizo varias apariciones en el Universo animado de DC Comics:
  - Jason Blood / Etrigan el Demonio aparece en el episodio de Las nuevas aventuras de Batman "The Demon Within", con la voz de Billy Zane.
  - Jason Blood / Etrigan el Demonio aparece en Justice League, con la voz de Michael T. Weiss. En la historia de dos partes "Un caballero de las sombras", su origen se explica detalladamente: durante el asedio de Camelot, Merlin obligó a Blood a Etrigan como castigo por traicionar el reino a su amante secreto Morgaine Le Fey, quien dobla -lo cruza envenenándolo. Mientras que Blood, un noble, se ha vuelto inmortal, debe compartir su alma con el demonio Etrigan por la eternidad.
  - Etrigan el Demonio aparece en Justice League Unlimited, con la voz de Dee Bradley Baker (como el bebé Etrigan en el episodio "Kid's Stuff"), Kevin Conroy (como adulto Etrigan en "Kid's Stuff") y otra vez por Michael T. Weiss (en el episodio "El balance"). Es uno de los muchos miembros de la Liga de la Justicia ampliada.
- Jason Blood / Etrigan el Demonio aparece en Batman: The Brave and the Bold, con la voz de Dee Bradley Baker.
- En el episodio de Teen Titans Go!, "Día de BBB", un juguete Etrigan se puede ver en el fondo.
- Etrigan el Demonio aparece en Justice League Action, con la voz de Patrick Seitz. Esta variación puede convocar a Merlín diciendo su nombre para lanzar un hechizo que se ajuste a la situación. En el episodio "Speed Demon", cuando Brother Night encanta el Batmobile donde ata y atrapa a Zatanna, Batman recluta a Etrigan el Demonio para ayudarlo.

### Película
- Etrigan el Demonio aparece en Justice League: The Flashpoint Paradox, con Dee Bradley Baker retomando su papel. En la línea de tiempo alternativa de Flashpoint, Etrigan es miembro de la Resistencia y se le ve peleando en la batalla culminante entre las amazonas y los atlantes. Aunque su muerte no se muestra en la pantalla, lo más probable es que fue asesinado por el dispositivo del día del juicio final de Aquaman.[50]
- Etrigan el Demonio aparece en Justice League Dark, con la voz de Ray Chase. En los tiempos del Rey Arturo, está obligado a un Jason Blood herido de muerte por Merlin para derrotar a un hechicero malévolo llamado Destiny. En el curso de la lucha final contra Destiny, él y Blood se separan nuevamente, y poco después que Blood muere de su antigua herida. Después de ayudar en el entierro de Blood, Etrigan se marcha, revelando que debido a su largo vínculo ha llegado a respetar a Blood.[51] Según Blood, él y Etrigan han estado atados durante 500 años, lo que habría hecho que los dos estuvieran aproximadamente en la década de 1500, a pesar de que aparecieron que los dos estaban atados durante la época del Rey Arturo.
- Etrigan el Demonio aparece en Justice League Dark: Apokolips War. En esta entrega se muestra a Etrigan en un estado de depresión y alcoholismo luego de la muerte de Jason Blood. Una noche, en un bar de Metrópolis junto a John Constantine, son abordados por Superman y Raven, supervivientes de la masacre efectuada por Darkseid tanto en la Tierra como en Apokolips que se cobró la vida de gran parte de los héroes del mundo. Clark y Raven piden la ayuda de John para localizar a Damian Wayne en un último intento por salvar al mundo. John accede, y Etrigan acompaña a Constantine y a los aliados que se van sumando a la causa hasta la lucha final. Una vez en Apokolips, los héroes son enfrentados por las Furias, quienes no son otros que aliados de la Liga de la Justicia caídos en batallas previas (entre ellos están Hombre Halcón, Detective Marciano, Mera, Starfire y la misma Mujer Maravilla) siendo controlados por Cyborg, quien a su vez está bajo el total de su Caja Madre a favor de Darkseid. Etrigan, animado luego de mucho tiempo ya que por fin tendrá una batalla digna, enfrenta a la Mujer Maravilla. El combate es bastante parejo, pero finalmente Etrigan es herido de muerte por su propia espada a manos de la amazona. Antes de morir, Etrigan afirma que su vida valió la pena, y con una sonrisa y sin arrepentimientos, cae y muere en las llamas de Apokolips. Al igual que el resto de personajes del universo DC, su estatus actual es desconocido luego de que Flash (Barry Allen) crease un nuevo Flashpoint para empezar de cero y borrar los horrores acontecidos en esta última entrega del universo animado de DC.

### Videojuegos
- Etrigan el Demonio aparece en DC Universe Online, con la voz de Christopher S. Field. Es visto como un personaje secundario para los héroes, donde los convierte en zombis para infiltrarse en las filas de Felix Faust, y como jefe de lucha por los villanos. También ayuda a los villanos de los jugadores durante la misión de final del juego.
- Etrigan el Demonio aparece como un personaje jugable en Lego Batman 3: Beyond Gotham, con la voz de Liam O'Brien.
- Etrigan aparece en Injustice 2. Aparece en el final de Raiden como miembro de la Liga de la Justicia Oscura.
- Etrigan aparece como un personaje jugable en el paquete de contenido descargable Justice League Dark DLC en Lego DC Super-Villains.
- Etrigan es un personaje jugable en el juego para celulares DC Legends, Batalla por la Justicia